# 大淵駅
大淵駅（テヨンえき）は、大韓民国釜山広域市南区にある釜山交通公社2号線の駅である。駅番号は213。「釜山高麗病院」を副駅名としている。

## 駅構造
相対式ホーム2面2線の地下駅。フルスクリーンタイプのホームドアが設置されている。出入口は6箇所に設けられている。

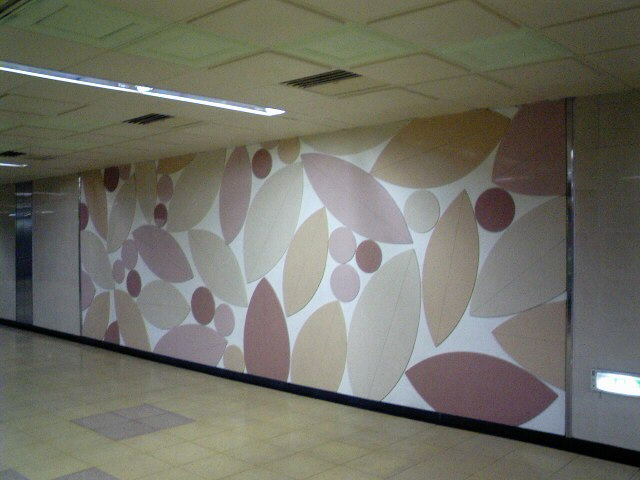
構内の壁面（2009年1月）

### のりば
| 上り | 2号線 | 萇山方面 |
| 下り | 2号線 | 梁山方面 |

## 歴史
- 2001年8月8日 - 開業。
- 2008年1月10日 - 副駅名「高麗病院」を付与。
- 2018年1月1日 - 副駅名を「釜山高麗病院」へ変更。

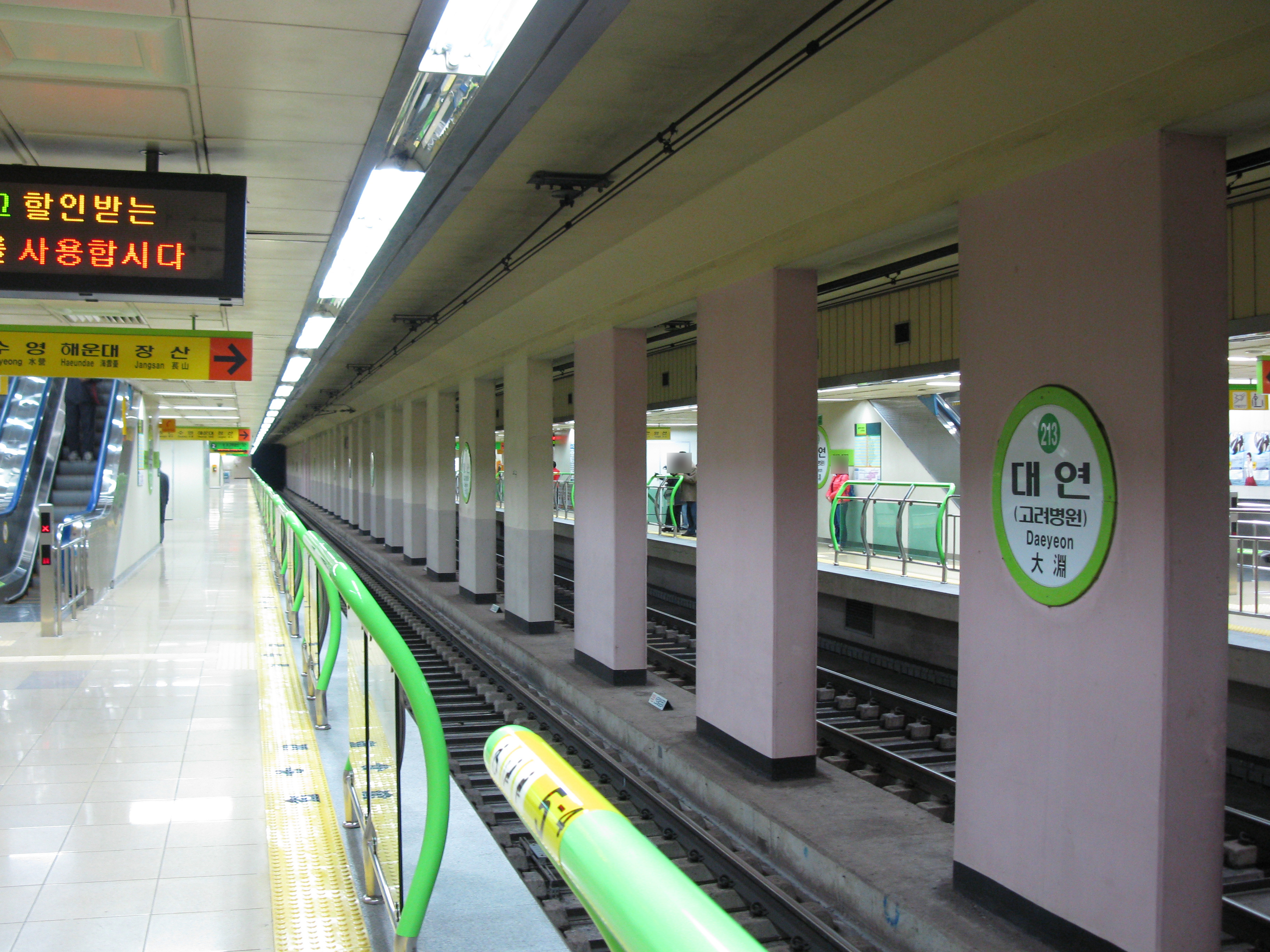
ホームドア設置前（2009年2月）

## 駅周辺
- 釜山高麗病院
- 大淵1洞住民センター
- 大淵5洞住民センター
- 釜山南部警察署大淵1治安センター
- 釜山南部警察署大淵4治安センター
- 釜山博物館
- 釜山大淵郵便局
- 南区図書館
- 大淵初等学校
- ハナ銀行大淵洞支店
- 国民銀行大淵洞支店
- 釜山銀行大淵洞支店
- UN記念公園
- ロッテスーパー大淵店

## 隣の駅
釜山交通公社
 2号線
慶星大・釜慶大駅 (212) - 大淵駅 (213) - モッコル駅 (214)